# علجوم بعل الذباب
عَلْجُوم بَعْل الذُبَاب أو عَلْجُوم بَعْلَزَبوب أو عَلْجُوم بَعْلَزَبُول أو عَلْجُوم الشًيْطَان (الاسم العلمي: †Beelzebufo) هو جنس منقرض من فصيلة الضفادع المقرنة الشائعة. يضم نوع كبير بشكل خاص من الضفادع التي تعود إلى ما قبل التاريخ والتي تم وصفها في عام 2008. وتشمل الأسماء الشائعة له التي تداولتها وسائل الإعلام الشهيرة ضفدع الشيطان وعلجوم الشيطان وضفدع من الجحيم.
تم العثور على أحافير عَلْجُوم بَعْل الذُبَاب في طبقات تشكيل مافارانو Maevarano في مدغشقر التي يعود تاريخها إلى أواخر العصر الطباشيري منذ حوالي 70 مليون سنة.